# Brood XIX

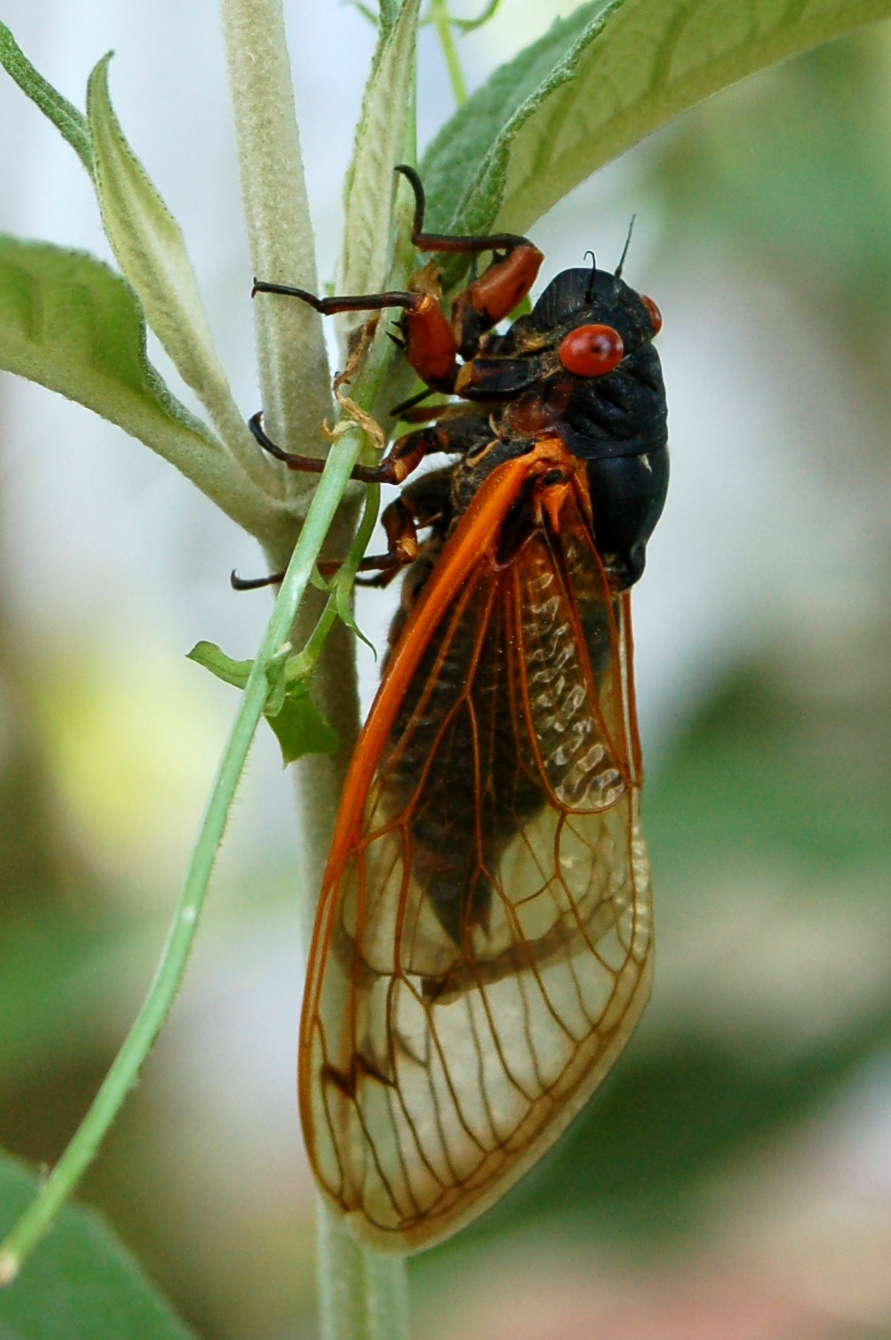
Zikade der Brood XIX, Chapel Hill, NC, 29. Mai 2011.

Brood XIX (The Great Southern Brood) ist die am weitesten verbreitete Population der dreizehnjährigen „Periodischen Zikaden“ (Magicicada) in den USA. Jedes 13. Jahr bohren sich Zikaden der Brood XIX en masse an die Erdoberfläche, legen Eier und sterben im Verlauf weniger Wochen.
Anfang des 20. Jahrhunderts hatte der Entomologe Charles Lester Marlatt 30 verschiedene Populationen ausgemacht, von denen im Laufe der Jahre ca. 15 auch bestätigt werden konnten. Brood XIX gehört zu den nur 3 noch lebenden Populationen mit einem Lebenszyklus von 13 Jahren. Sie ist auch besonders interessant, weil erst 1998 eine weitere Art aufgrund ihres Gesangs ausgemacht werden konnte. Das letzte Auftreten war 2011 und das nächste wird für 2024 erwartet.

## Stellung zu den anderen Broods
Brood XIX gehört zu den Zikaden des dreizehnjährigen Zyklus. Die beiden anderen Populationen (Brood XXII, Brood XXIII) erblickten 2014 beziehungsweise 2015 das Tageslicht.  Die vierte 13-jährige Population in Florida, Brood XXI (The Floridian Brood), gilt als ausgestorben.

## Arten
In der Population kommen alle vier bekannten 13-jährigen Zikaden vor: Magicicada tredecim (Walsh and Riley, 1868), Magicicada tredecassini (Alexander and Moore, 1962), Magicicada tredecula (Alexander and Moore, 1962) und die neuentdeckte Magicicada neotredecim (Marshall and Cooley, 2000).
Die beiden Arten M. tredecim und M. neotredecim haben eine für die periodischen Zikaden unübliche Verteilung ihres Verbreitungsgebiets. In der Population überlappt das Verbreitungsgebiet der beiden Arten nur in einem relativ kleinen Gebiet, einem schmalen Band des nördlichen Arkansas und des südlichen Indiana. Die anderen 13-jährigen Zikaden kommen in einer gemischten Artenzusammensetzung vor. Alle vier Arten unterscheiden sich jedoch durch unterschiedliche Rufe der Männchen und M. tredecim und M. neotredecim unterscheiden sich in dem überlappenden Verbreitungsgebiet sogar besonders deutlich (reproductive character displacement – RCD).
In der Population der Brood XIX in Alabama kommen Exemplare der Art M. tredecula seltener vor als Exemplare der Arten M. tredecim and M. tredecassini.

## Verbreitungsgebiet
Die meisten auf die Zikaden bezogenen Karten stammen aus dem 19. Jahrhundert, so dass die Verbreitung heute wahrscheinlich in den meisten Fällen weniger weit ist. Die National Geographic Society sammelt Beobachtungsberichte der Brood XIX als Teil eines Kartierungsprojektes. Die alten Karten verzeichnen Auftreten in Missouri, Arkansas, Louisiana, Mississippi, Tennessee, Kentucky, Indiana, Virginia, North Carolina, South Carolina und Georgia.

## Auftreten 2011
Im frühen Mai 2011, traten die Zikaden wieder in Gebieten von Georgia, Texas, Alabama, North Carolina, Missouri und Tennessee auf.